# Felicidad y Perpetua
Felicidad y Perpetua es el tercer álbum de estudio de la cantante colombiana Fanny Lu, lanzado en su Colombia natal el 21 de noviembre  de 2011 bajo el sello discográfico de Universal Music. El título del disco hace referencia a dos mártires cartaginenses, Perpetua y Felicidad, su esclava. En palabras de la artista, «ahondando en el tema de la búsqueda de la felicidad, me encontré con la historia de dos mujeres que vivieron en el siglo III d.C. y que murieron defendiendo su fe en el Cristianismo, en una época de persecución. Creo que son un ejemplo para seguir porque la felicidad es el resultado de las decisiones que tomamos como mujeres». Los diez temas que componen Felicidad y Perpetua están coescritos por Fanny Lu. Además, el disco incluye tres colaboraciones (la mayoría son del género reguetón): el dúo venezolano Chino y Nacho, los portorriqueños Zion y Lennox y Dálmata (Del dúo Ñejo y Dálmata). El resultado final es un álbum que fusiona sonidos muy variados. La colombiana promocionará este trabajo con una gira que le llevará por diferentes países latinoamericanos.
En marzo de 2012, durante una entrevista, Fanny Lu reveló que "Don Juan" sería el tercer sencillo. El 2 de octubre de 2012 esta canción fue lanzada oficialmente como sencillo siendo rápidamente #1 en países como Venezuela, Chile, México y Perú. El vídeo todavía no ha sido grabado, pero podría ser filmado a finales de diciembre y se estrenaría en febrero o marzo de 2013, antes de que Fanny Lu comience su primera gira mundial "Voz y Éxitos World Tour".

## Lista de canciones
| Felicidad Y Perpetua |                                        |          |  |
| N.º                  | Título                                 | Duración |  |
| 1.                   | «La Mala»                              | 3:38     |  |
| 2.                   | «No estás conmigo» (con Zion & Lennox) | 3:29     |  |
| 3.                   | «Fanfarrón»                            | 3:21     |  |
| 4.                   | «Te amo, te amo»                       | 3:43     |  |
| 5.                   | «Don Juan» (con Chino & Nacho)         | 3:35     |  |
| 6.                   | «Que vuelva»                           | 3:37     |  |
| 7.                   | «Ni loca» (con Dálmata)                | 3:29     |  |
| 8.                   | «Un beso y un adiós»                   | 3:39     |  |
| 9.                   | «Prueba de amor»                       | 3:08     |  |
| 10.                  | «Me equivoqué»                         | 3:20     |  |

| Felicidad Y Perpetua - Edición iTunes/Digital |                 |          |  |
| N.º                                           | Título          | Duración |  |
| 11.                                           | «Llora como yo» | 3:08     |  |

## Posiciones y certificaciones

### Semanales
| País          | Ranking         | Primera semana | Posición de ingreso | Mejor posición | Semanas en la mejor posición | Semanas en el ranking | Última semana |
| ------------- | --------------- | -------------- | ------------------- | -------------- | ---------------------------- | --------------------- | ------------- |
| Latinoamérica |                 |                |                     |                |                              |                       |               |
| Colombia      | Top 100 álbumes | 27-11-11       | 4                   | 3              | 2                            | 17                    | 09-12-12      |